# Nicolas Jackson
Nicolas Jackson (sinh ngày 20 tháng 6 năm 2001) là một cầu thủ bóng đá chuyên nghiệp hiện đang thi đấu ở vị trí tiền đạo cắm cho câu lạc bộ Premier League Chelsea và đội tuyển bóng đá quốc gia Senegal.
Mặc dù sinh ra tại Gambia, Jackson quyết định chọn thi đấu cho Đội tuyển bóng đá quốc gia Senegal và được triệu tập tham dự World Cup 2022.

## Sự nghiệp câu lạc bộ
Jackson chào đời tại Banjul, Gambia và do gia đình có gốc Senegal, anh lớn lên tại Ziguinchor, phía tây Senegal và chơi bóng cho đội bóng địa phương mang tên ASC Tilene.

### Villarreal
Tháng 9 năm 2019, Jackson chính thức chuyển đến Tây Ban Nha để đầu quân cho Villarreal.

#### Mirandés (mượn)
Ngày 5 tháng 10 năm 2020, Jackson được đem cho câu lạc bộ Mirandés thi đấu tại giải Segunda División mượn. Ngày 28 tháng 11 năm 2020, anh ghi bàn thắng chuyên nghiệp đầu tiên trong sự nghiệp vào lưới CD Castellón. Anh có tổng cộng 17 lần ra sân cho Mirandés và ghi được 1 bàn thắng.

#### Trở lại Villarreal
Ngày 3 tháng 10 năm 2021, anh có trận đấu đầu tiên tại La Liga trong chiến thắng 2–0 trước Real Betis.

#### 2022-23
Trong trận đấu mở màn của Villarreal tại La Liga 2022-23 ngày 13 tháng 8, Jackson có bàn thắng đầu tiên của mình tại La Liga khi mở tỉ số trong chiến thắng 3–0 trước Real Valladolid. Cũng trong tháng này, anh và người đồng đội Álex Baena được đôn lên đội một của Villarreal.
Trong kỳ chuyển nhượng tháng 1 năm 2023, Jackson suýt nữa trở thành cầu thủ của Bournemouth nhưng thương vụ đã đổ vỡ vào giai đoạn cuối sau khi anh không vượt qua được cuộc kiểm tra y tế.
Ngày 2 tháng 4, anh ghi bàn thắng ấn định chiến thắng 2-0 trước Real Sociedad nhưng sau đó bị truất quyền thi đấu. Ngày 13 tháng 5, anh lập cú đúp trong trận thắng đậm Athletic Bilbao 5-1.
5 bàn thắng trong 5 trận đấu tại La Liga trong tháng 5 đã giúp Jackson giành danh hiệu cầu thủ xuất sắc nhất tháng. Trong mùa giải 2022-23, Jackson ghi được 13 bàn thắng và có 5 kiến tạo trong 38 trận cho Villareal, với riêng trong giai đoạn từ tháng 3 khi anh trở lại sau chấn thương, anh ghi được 10 bàn thắng trong 11 trận tại La Liga giúp Villareal cán đích ở vị trí thứ 5 và giành vé tham dự UEFA Europa League mùa sau.

### Chelsea
Ngày 30 tháng 6 năm 2023, Jackson chính thức trở thành cầu thủ của Chelsea theo hợp đồng 8 năm sau khi câu lạc bộ Anh chấp nhận trả hơn một chút số tiền điều khoản giải phóng hợp đồng 30,1 triệu £ để đổi lấy điều kiện thanh toán tốt hơn.

#### 2023-24
Vào ngày 13 tháng 8, anh ra mắt câu lạc bộ trong trận hòa 1-1 trước Liverpool ở Premier League. Jackson ghi bàn thắng đầu tiên cho Chelsea vào ngày 25 tháng 8 năm 2023 vào lưới đội bóng mới lên hạng Luton Town, giúp Chelsea giành chiến thắng 3–0 tại Stamford Bridge. Anh ghi bàn thắng thứ hai cho Chelsea trong chiến thắng 1–0 trước Brighton & Hove Albion tại EFL Cup. Vào ngày 7 tháng 10 năm 2023, anh vào sân thay người trong trận gặp Burnley và ghi bàn thắng thứ hai của mình tại Ngoại hạng Anh cũng là bàn thắng ấn định chiến thắng 4-1.
Vào ngày 6 tháng 11, Jackson đã ghi một hat-trick trong chiến thắng 4–1 trước Tottenham Hotspur tại Sân vận động Tottenham Hotspur nhưng đồng thời anh cũng bỏ lỡ rất nhiều cơ hội ghi bàn khiến anh bị huấn luyện viên Mauricio Pochettino chỉ trích sau trận đấu là đáng lẽ anh đã phải ghi được 6 bàn. Một tuần sau đó, anh tiếp tục lập công, lần này trong màn rượt đuổi tỷ số chung cuộc 4-4 với Manchester City. Trong tháng 2 năm 2024, anh lập công trong hai trận đấu liên tiếp tại Cúp FA 2023–24 trước Aston Villa và Leeds United giúp Chelsea lọt vào tứ kết. Ngày 11 tháng 3, anh ghi bàn mở tỉ số trong chiến thắng 3-2 trước Newcastle United tại trận đấu muộn vòng 28 Ngoại hạng Anh. Jackson đạt đến cột mốc 10 bàn thắng trong mùa giải đầu tiên của mình tại Ngoại hạng Anh trong chiến thắng 6-0 trước Everton.
Trong mùa giải đầu tiên tại Chelsea, Jackson có được tổng cộng 17 bàn thắng và 6 đường chuyền thành bàn trong 44 trận.

#### 2024-25 =
Ngày 26 tháng 8 năm 2024, Jackson ghi một bàn và kiến tạo một bàn, giúp Chelsea đè bẹp Wolverhampton Wanderers 6-2 ở vòng 2 Ngoại hạng Anh 2024-2025. Sau trận đấu, anh viết trên mạng xã hội Instagram và gắn thẻ tên cựu cầu thủ Chelsea John Obi Mikel "Hãy ngậm miệng lại và đừng nói nhảm nữa" sau khi Mikel lên án khả năng dứt điểm của Jackson ở trận đấu trước đó với Manchester City. Ngày 13 tháng 9, Chelsea thông báo gia hạn hai năm với Jackson và ràng buộc anh với câu lạc bộ đến năm 2033. Ngày 21 tháng 9, Jackson lập cú đúp bàn thắng và một kiến tạo để giúp Chelsea đánh bại West Ham United 3-0 trên sân khách.

## Sự nghiệp quốc tế
Sau khi được huấn luyện viên Aliou Cissé triệu tập vào Đội tuyển bóng đá quốc gia Senegal cho hai trận giao hữu vào tháng 9 năm 2022, Jackson đã được trao cơ hội tham dự World Cup 2022 khi có tên trong danh sách 26 cầu thủ Senegal tham dự giải đấu. Anh có trận đấu ra mắt đội tuyển quốc gia trong trận mở màn chiến dịch vòng bảng với Hà Lan khi vào sân thay cho Krépin Diatta.
Tháng 12 năm 2023, Jackson được triệu tập vào đội hình đội tuyển Senegal tham dự Cúp bóng đá châu Phi 2023 diễn ra tại Bờ Biển Ngà.

## Danh hiệu
Chelsea
- UEFA Conference League: 2024–25[35]
- FIFA Club World Cup: 2025[36]

Cá nhân
- Cầu thủ xuất sắc nhất tháng của La Liga: Tháng 5 năm 2023[37]